# Surf Scene on the Pacific
Surf Scene on the Pacific je americký němý film z roku 1904. Režisérem je Harry Buckwalter (1867–1930). Film je dlouhý 21,34 metrů.

## Děj
Film zachycuje rozbouřené vody Tichého oceánu s vlnami tříštícími se o pláž a pěnícími mezi kameny.